# Nuria Ortíz
Nuria Ortíz (19 de abril de 1945), é uma ex-atiradora esportiva mexicana. Ela competiu nos Jogos Olímpicos de Verão de 1968, 1972, 1984 e 1988. Junto com Eulalia Rolińska (Polônia) e Gladys Baldwin (Peru), ela foi uma das três mulheres a competir nos eventos de tiro nas Olimpíadas de 1968.